# أبو صالح الأندلسي
جعفر بن صالح الأندلسي (891 هـ -952 هـ) ويكنى أيضا بأبي صالح، شاعر هجاء اندلسي الأصل من موالي الأندلس. عاصر شعراء عدة وهجاهم ومنهم أبو إسحاق الإلبيري أبو الحسن الششتري،  وله هجاء في أبو الحسين البصري وغيره. لقب أبو صالح لأنه رجل صالح. كان عظيم الجسم جميل المنظر. له ديوان جمعه المستشرق النمساوي فون جرونباوم، ثمّ توالت بعد ذلك الطبعات الواحدة تلو الأخرى ناقلة ما قد قام به الأولون.
أصدر كتاب بحر متلاطم من العلم المتراكم في الشعر والأدب.
أبو صالح من أهل الأندلس وزار بغداد في خلافة الرشيد.